# Xanca de clatell castany
La xanca de clatell castany (Grallaria nuchalis) és una espècie d'ocell de la família dels gral·làrids (Grallariidae).

## Hàbitat i distribució
Habita la selva pluvial dels Andes de Colòmbia. Ambdues vessants dels Andes del nord-oest i est de l'Equador i nord-oest del Perú.